# Kairat Almaty Futsal Club
Pour la section football du club, voir le FK Kaïrat Almaty.
Maillots
Actualités
Le Almaty Futsal Club Kairat (en kazakh : Алматы футзал клубы Қайрат), plus couramment abrégé en AFC Kairat, est un club kazakh de futsal fondé en 1995 et basé dans la ville d'Almaty. Il fait partie du club de football, FK Kaïrat Almaty.

## Histoire
Le club est fondé en 1995 sous le nom de Kainur.
En 2001, le club est renommé de son nom actuel en l'honneur du nouveau propriétaire Kairat Orazbekov, qui porte rapidement l'équipe au sommet du futsal kazakh.
En 2012-2013, le Kairat prend le dessus sur le FC Barcelone (5-4), tenant du titre, en demi-finale de la Coupe de l'UEFA.
Le Kairat bat Barcelone (3-2) en finale de la Coupe de l'UEFA 2014-2015 à Lisbonne.
Lors de la première édition 2018-2019 de la Ligue des champions de l'UEFA sous son nouveau nom, Kairat Almaty accueille le final four, élimine le tenant du titre barcelonais (5-2) en demi-finale mais perd ensuite le match pour le titre contre le Sporting CP (1-2).
Pour la Ligue des champions 2020-2021, l'AFC Kairat fait partie des neuf clubs qualifiés d'office pour les seizièmes de finale de janvier 2021, grâce à leur coefficient UEFA. En quart de finale, il élimine le Benfica Lisbonne (6-2 a. p.),.
Lors de la C1 2021-2022, l'AFC Kairat remporte son groupe du Tour principal mais termine troisième de son groupe du Tour élite et est éliminé.

## Palmarès
Kairat domine le championnat de manière continue depuis 2004. Le club se montre également au niveau des compétitions internationales avec les succès en Coupe de l'UEFA lors des saisons 2012-13 et 2014-15, lorsque l'équipe gagne dans le final four. Au niveau européen, l'équipe perd aussi en finale 2018-2019 et obtient trois médailles de bronze. Kairat remporte également la Coupe intercontinentale en 2014.
En Ligue des champions de l'UEFA, Kairat détient le record de participation au Tour élite avec une quinzième présence lors de l'édition 2021-2022 (2006/07 à 2019/20 et 2021/22). L'AFC Kairat est aussi recordman de phases finales de disputées, avec neuf participations, rejoint en 2021-2022 par le FC Barcelone.
| Compétitions nationales | Compétitions internationales |
| --- | --- |
| - Championnat du Kazakhstan (18) - Champion : 2004, 2005, 2006, 2007, 2008, 2009, 2010, 2011, 2012, 2013, 2014, 2015, 2016, 2017, 2018, 2019, 2020 et 2021. - Coupe du Kazakhstan (16) - Vainqueur : 2000, 2001, 2005, 2006, 2007, 2008, 2009, 2010, 2013, 2014, 2015, 2016, 2017, 2018, 2020 et 2021. - Supercoupe du Kazakhstan (6) - Vainqueur : 2012, 2013, 2014, 2017, 2018, 2019 | - Coupe intercontinentale (1) - Vainqueur : 2014. - Finaliste : 2015. - Ligue des champions de l'UEFA (2) - Vainqueur : 2013 et 2015. - Finaliste : 2019 et 2025. |

## Personnalités du club

### Présidents du club
Kaïrat Orazbekov est un riche homme d'affaires fondant l'AFC Kairat dans la plus grande ville du pays Almaty. Il envoie régulièrement ses recruteurs en Amérique du Sud trouver des pépites telles que Leo Higuita, connu pour son jeu au pied et élu trois fois gardien de l'année aux Futsal Planet Awards, et l'attaquant Douglas Junior, principalement.
- Kairat Orazbekov
- Damir Baltabaïev

### Entraîneurs du club
- Kaká
- Cacau

### Joueurs notables
- Rodrigo Fumaça (2011-2014)
- Café (2014

Lors de l'Euro 2022, l'équipe du Kazakhstan est basé sur l'effectif de l'AFC Kairat qui partage son entraîneur Kaká et met à disposition des joueurs comme le gardien de but Higuita, Douglas Junior, Dauren Tursagulov, Chingiz Yesenamanov et le Edson.